# Apdussalam Saman
Apdussalam Saman (thailändisch อับดุสสาลาม สาม่าน, * 15. Dezember 1998), auch als Dus bekannt, ist ein thailändischer Fußballspieler.

## Karriere
Apdussalam Saman stand bis 2019 beim Hatyai City FC unter Vertrag. Der Verein aus Hat Yai spielte in der vierten thailändischen Liga, der Thai League 4. Mit dem Klub trat er in der Southern Region an. 2020 wechselte er nach Songkhla zum Ligakonkurrenten Songkhla FC. Nach zwei Spieltagen wurde die Saison aufgrund der COVID-19-Pandemie unterbrochen. Während der Unterbrechung wurde vom Verband beschlossen, dass nach Wiederaufnahme des Spielbetriebs die dritte und die vierte Liga zusammengelegt werden. Songkhla startete auch in der dritten Liga in der Southern Region. Mit Songkhla wurde er Meister der Region. In den Aufstiegsspielen zur zweiten Liga konnte man sich nicht durchsetzen. Zu Beginn der Saison 2021/22 wechselte er im Juli 2021 nach Bangkok zum Erstligisten Police Tero FC. Sein Erstligadebüt gab Apdussalam Saman am 22. Januar 2022 (18. Spieltag) im Auswärtsspiel gegen den Samut Prakan City FC. Hier wurde er in der 89. Minute für Koravit Namwiset eingewechselt. Das Spiel endete 1:1. In seiner ersten Erstligasaison stand er für Police Tero dreimal auf dem Rasen. Im Juni 2022 wechselte er auf Leihbasis zum Zweitligaaufsteiger Nakhon Si United FC. Für den Zweitligisten bestritt er 22 Ligaspiele. Die Saison 2023/24 wurde er an den Drittligisten Pattani FC ausgeliehen. Mit dem Verein aus Pattani spielte er zehnmal in der Southern Region der Liga. Im Dezember 2023 kehrte er nach der Ausleihe zu Police zurück. Im gleichen Monat verließ er den Verein und schloss sich dem in der Southern Region spielenden Drittligisten Songkhla FC an. Am Ende der Saison 2023/24 wurde er mit dem Klub aus Songkhla Meister der Region. In den Aufstiegsspielen zur zweiten Liga konnte man sich jedoch nicht durchsetzen. Im Sommer 2024 wurde sein Vertrag um ein weiteres Jahr verlängert. Nach insgesamt elf Ligaspielen wechselt er nach der Hinrunde im Dezember 2024 zum ebenfalls in der Southern Region spielenden Nara United FC. Hier bestritt er elf Ligaspiele. Im Sommer 2025 wurde sein Vertrag nicht verlängert. Im Juli 2025 nahm ihn der in der Western Region spielende VRN Muangnont FC unter Vertrag.

## Erfolge
Songkhla FC
- Thai League 3 – South: 2020/21
- Thai League 3 – South: 2023/24